# Harrington (Washington)
Harrington je grad u američkoj saveznoj državi Washington. Prema popisu stanovništva iz 2010. u njemu je živjelo 424 stanovnika.